# 鳳凰山体育公園

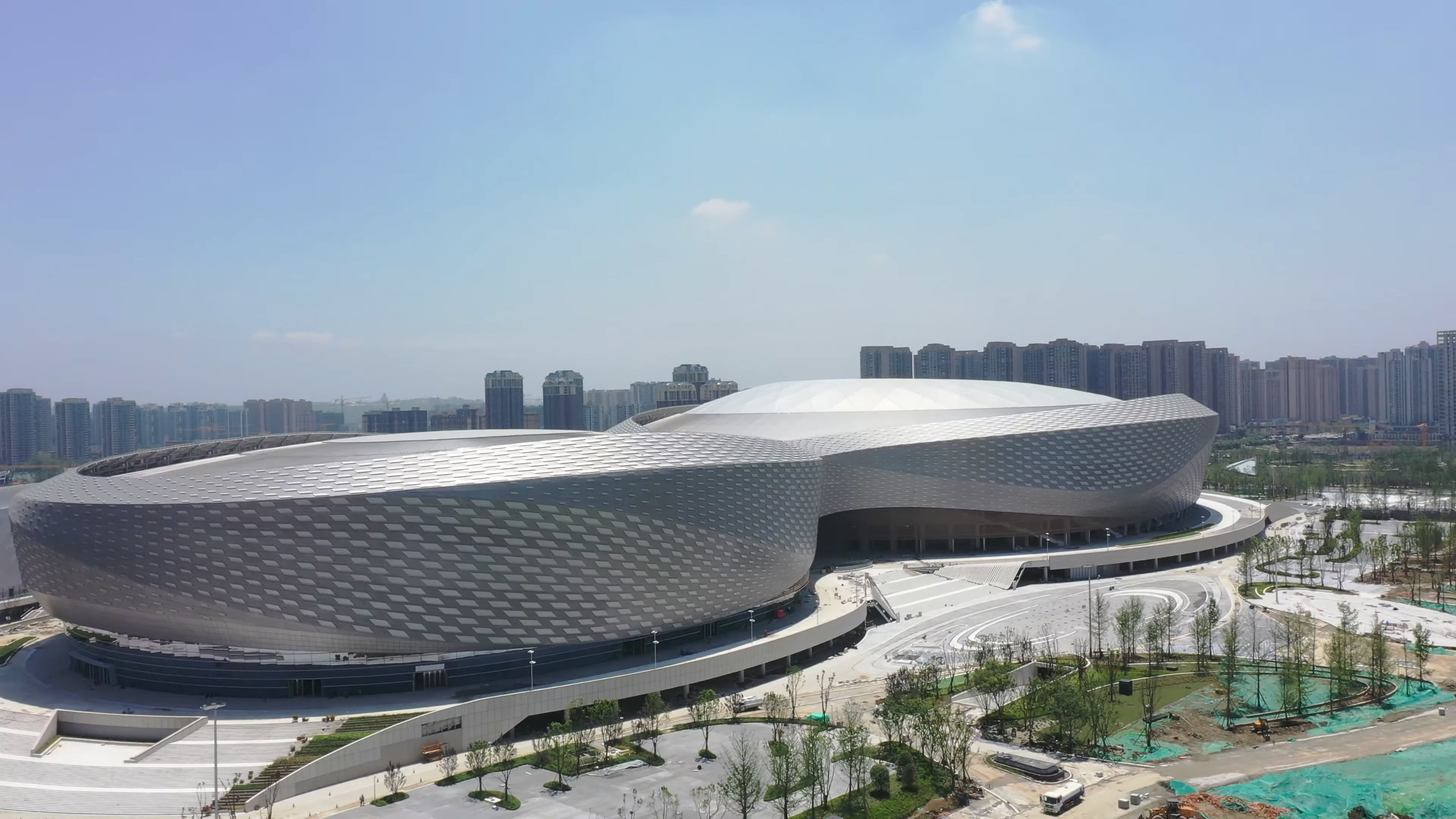
前方が総合体育館、後方がスタジアム

鳳凰山体育公園（ほうおうざんたいいくこうえん、中国語:凤凰山体育公园）は、中華人民共和国四川省成都市金牛区都家安に位置する複合スポーツ会場およびコンサート会場。国際基準の体育館やスタジアムがある。
2021年夏季ユニバーシアードおよびAFCアジアカップ2023（のちに開催地変更）の開催に合わせ建設された。

## 概要

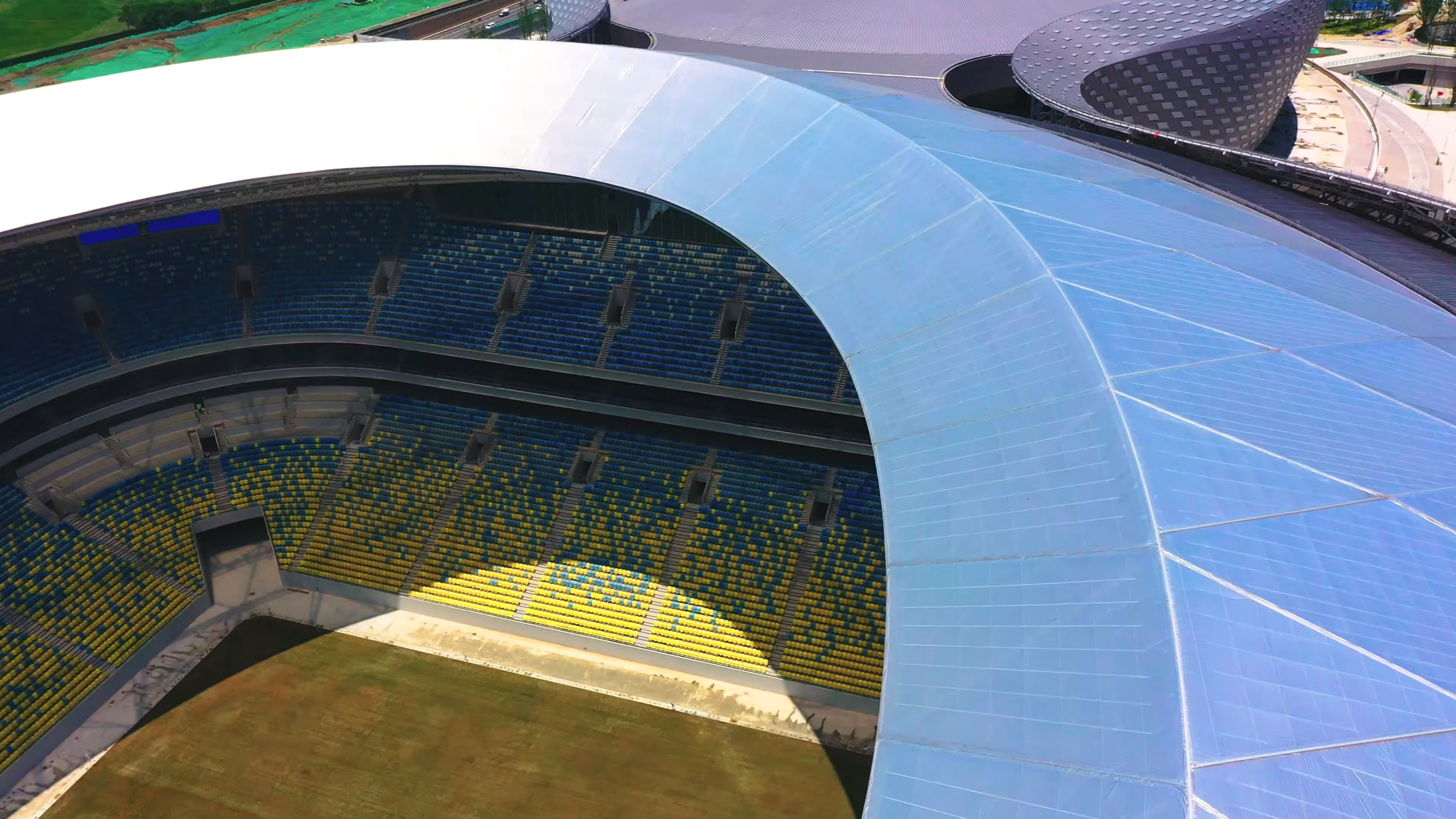
スタジアム

2018年12月に着工し、2021年3月31日に完成・供用開始した。3つの施設によって構成されており60,000席のFIFA基準を満たしたサッカー場（凤凰山体育公园专业足球场）、18,000人収容のNBA規格の体育館 (バスケットボール、アイスホッケー、バドミントン、卓球、ハンドボール、体操が開催可能)、および128,000平方メートルの商業施設とホテル複合施設がある
。サッカースタジアムは中国サッカー・スーパーリーグに属する成都蓉城足球倶楽部のホームスタジアムとしても使用されている。

## 開催イベント
2022年
- 2021中国サッカー協会杯 決勝

2023年
- 2021年夏季ユニバーシアード
- AFCアジアカップ2023（新型コロナウイルスのため2024年に延期、開催地変更で使用せず）

## アクセス
- 成都地下鉄5号線 都家連駅・九島燕駅